# VVER

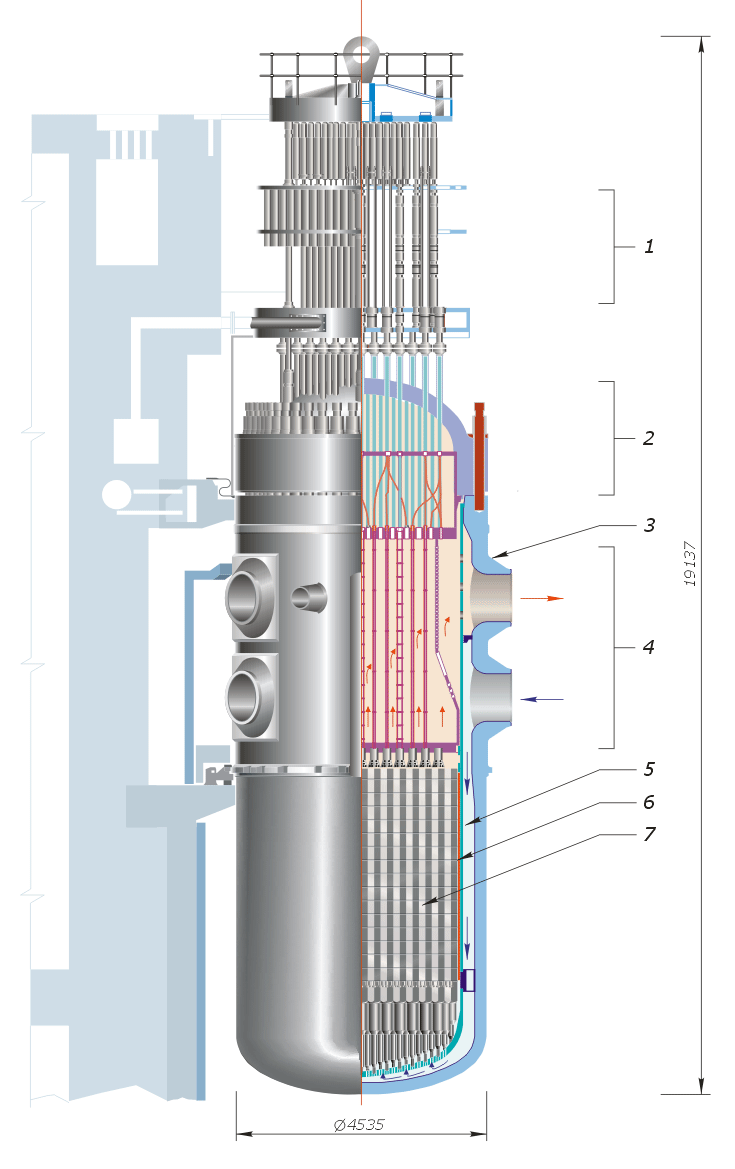
A VVER–1000 típusú atomreaktor felépítése

VVER–1000 reaktor a primer hűtőkör berendezéseivel. Középen a reaktor (NR), körülötte a négy gőzgenerátor (SG) és a primer köri keringető szivattyúk(CP), valamint a nyomáskiegyenlítő (P).

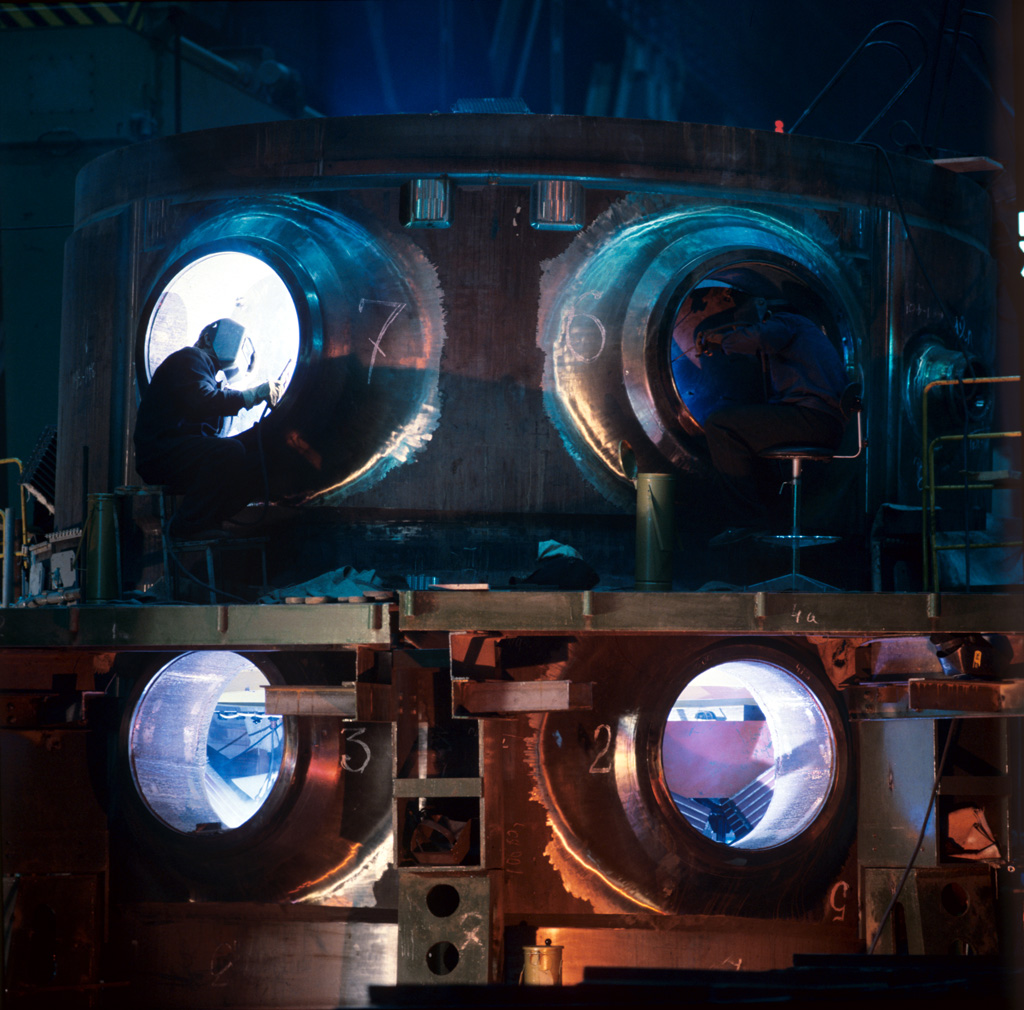
VVER reaktor gyártás közben az Atommas vállalatnál. A reaktoron látható nyílások a hűtőközeg kilépő (felül) és belépő (alul) nyílásai

VVER (oroszul: ВВЭР – водо-водяной энергетический реактор) szovjet, majd orosz fejlesztésű és gyártmányú nyomottvizes reaktor-típuscsalád, amely 440 MW és 1200 MW teljesítményű változatokat tartalmaz.
Legelső típusait az 1950-es évek végén, az 1960-as évek elején tervezték. Ilyen típusú reaktorok találhatók Magyarországon a Paksi Atomerőműben is, ezek gyártása részben a csehszlovák Škoda iparvállalatnál (reaktortartályok), részben szovjet üzemekben történt.

## Története
A reaktortípus kifejlesztése az RBMK típus fejlesztésével egyidőben történt. A VVER-típust a működési jellemzői miatt kezdetben tengeralattjáró-fedélzeti üzemeltetésre szánták. A VVER-típus alapelveit Szavelij Frejberg dolgozta ki a Kurcsatov Intézetben 1954-ben. A reaktor fejlesztése 1955-ben kezdődött a podolszki Gidropressz tervezőirodánál. A projekt tudományos felügyeletét a Kurcsatov Intézettől Igor Kurcsatov és Anatolij Alekszandrov végezte. Az első VVER reaktort, egy VVER–210-es típust 1964-ben helyezték üzembe a Novovoronyezsi Atomerőmű I. blokkjában, majd a II. blokkba egy VVER–365-ös reaktort telepítettek kísérleti jelleggel. Az ott szerzett tapasztalatok alapján készült el a VVER–440 reaktor, amelyből 1966–1987 között 21 darabot gyártottak és állítottak üzembe. A Szovjetunión kívül először 1966-ban telepítették a NDK-beli Rheinsbergi atomerőműben. Az 1970-es évek elején jelent meg a még nagyobb teljesítményű változata, a VVER–1000. A Novovoronyezs 5-ös blokkjában már 1980 óta olyan működik, a Paks 2-n pedig tervben van a legújabb, VVER-1200-as reaktortípusból két blokk.
A VVER-reaktorok gyártását a szentpétervári Izsorai Üzemek végzi, de 1990-ig a volgodonszki Atommas vállalat is gyártotta ezt a típust. Licenc alapján a csehországi Škoda Művek is készített VVER-reaktorokat. Ilyen reaktortartályokba szerelték Paks 1 mind a négy reaktorát.

## Alkalmazási módok
A VVER-típusú reaktorokat használó reaktorblokkoknak háromféle kivitele különböztethető meg, amelyek biztonsági szempontból nagymértékben eltérnek egymástól.

### Könnyűszerkezetes kivitel
Ezt a korai típust elsősorban a volt Szovjetunió területén alkalmazták. Baleset bekövetkezése esetén a reaktort befogadó épület csak minimális biztonságot nyújt, kivitele nem teszi lehetővé a légmentes zárást, sőt egyes példányainál az elnyelető-torony sem volt megépítve. Az EU döntése alapján ilyen reaktorok az európai közösségen belül nem működhetnek, az új tagoknak néhány éven belül le kell állítaniuk őket, mivel átalakításuk nem lehetséges vagy túlságosan költséges lenne.

### Hermetikus blokkos kivitel
Ilyen rendszerű a Pakson üzemelő négy reaktorblokk. A befoglaló épületek fél-könnyűszerkezetes kivitelűek, amelyek 48-72 órán át légmentes zárással biztosítják egy esetleges kisebb vagy közepes súlyú (eseményskála szerint 1-5 fokozatú) üzemzavar vagy baleset esetén a kiszabaduló légnemű és folyékony radioaktív anyagok benntartását, a környezettől való izolálását – még csekély mértékű túlnyomás fellépte esetén is.
A gyakorlatban az előírt légmentesség (maximum 10% veszteség 48 óra alatt) nehezen biztosítható, mert a környezeti hatásoknak kitett tömítések hamar elöregszenek. Az EU biztonsági kívánalmainak teljesítése végett Pakson ezért fejlesztési program indult, amelynek eredményeképpen sikerült biztosítani mind a négy blokk előírásokat meghaladó mértékű nyomástartó képességét.
Amennyiben a nyomás mégis túllépi a maximális értéket, a balesetkor kiszabadult gázok szelepeken át egy külső toronyba jutnak, ahol bóros vízzel töltött lejtős elnyelető tálcákon át áramlanak felfelé, így a környezetbe csak minimális radioaktivitás kerülhet. 
A hermetikus blokkos kivitel hátránya, hogy a blokkot befoglaló épület a kívülről érkező agresszív fenyegetések ellen nem nyújt hatásos védelmet (például rázuhanó repülőgéppel vagy nehéz tehergépkocsival végrehajtott öngyilkos támadás, háborús bombázás). Ez a hiányosság azonban Magyarország vonatkozásában jelenleg nem képvisel reális veszélyt. Az említett veszélyek ellen a szükséges biztonság szint aktív védelmi eszközökkel (légi és földi őrzés, terrorellenes hírszerzés) is biztosítható. A légifolyosókat az erőmű fölötti légtér elkerülésével jelölik ki. 
A meglévő hermetikus kivitelű reaktorblokkok az EU döntése szerint szigorú feltételek betartása esetén tovább üzemelhetnek, akár élettartamuk is meghosszabbítható (ezt Paks esetén tervezik is), újak azonban nem építhetők.

### Containment (páncélozott kupolás kivitel)[2]

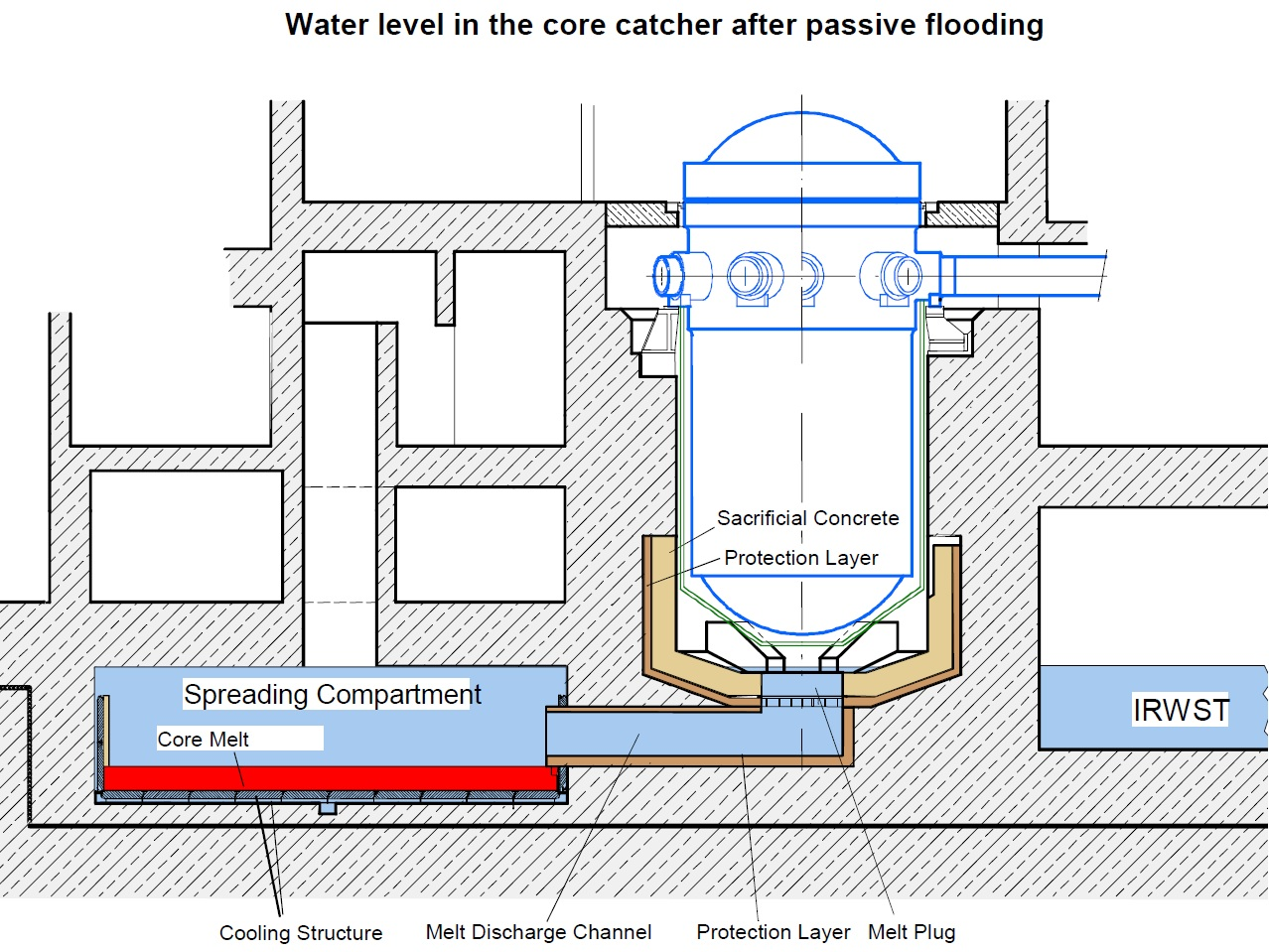
Zónaolvadékcsapda, maggyűjtő vagy olvadékfogó (Core-Catcher) sematikus vázlata, az aktív zóna valódi vagy részleges olvadásakor ide kerül a radioaktív atomhulladék, a kórium

Ilyen típusú VVER reaktorok (2 blokk) csak Finnországban üzemelnek. Ebben a rendszerben könnyűszerkezetű épület helyett a reaktort egy több méter vastag betonfallal épített, felülről páncélkupolával lezárt erődszerű létesítményben helyezték el, amely külső és belső eredetű balesetek, zónaolvadáskor radioaktív kórium létrejötte vagy erőszakos cselekmények esetén is a legmagasabb fokú biztonságot nyújtja a civil lakosság és a természeti környezet számára.
Az ilyen masszív biztonsági megoldás, amely a nyugati országokban egyeduralkodó és kötelező kivitelezési mód, a blokkok létesítésének költségét közel megduplázza – Csernobil óta azonban az alkalmazása politikai okokból sem nélkülözhető. A meglévő VVER blokkok containment rendszerű utólagos átalakítására műszaki okokból nincs lehetőség.

## Műszaki adatok
| Jellemzők                                | VVER–210 | VVER–365 | VVER–440 | VVER–1000 | VVER–1200 |
| ---------------------------------------- | -------- | -------- | -------- | --------- | --------- |
| A reaktor hőteljesítménye (MW)           | 760      | 1320     | 1375     | 3000      | 3212      |
| Hatásfok %                               | 27,6     | 27,6     | 32,0     | 33,0      | 35,7      |
| Gőznyomás a turbina előtt (bar)          | 29,0     | 29,0     | 44,0     | 60,0      | 70,0      |
| Primerköri nyomás bar                    | 100      | 105      | 123      | 160,0     | 165,1     |
| Primerköri vízhőmérséklet (°С):          |          |          |          |           |           |
| a reaktorba való belépésnél              | 250      | 250      | 267      | 289       | 298,2     |
| a reaktorból való kilépésnél             | 269      | 275      | 297      | 324       | 328,6     |
| Az aktív zóna átmérője (m)               | 2,88     | 2,88     | 2,88     | 3,12      | –         |
| Az aktív zóna magassága (m)              | 2,50     | 2,50     | 2,50     | 3,50      | –         |
| Fűtőelem átmérője (mm)                   | 10,2     | 9,1      | 9,1      | 9,1       | 9,1       |
| Fűtőelemek száma egy kazettában          | 90       | 126      | 126      | 312       | 312       |
| Az üzemanyag tömege (t)                  | 38       | 40       | 42       | 66        | 76–85.5   |
| A fűtőanyag átlagos kiégése (%)          | 2,0      | 3,0      | 3,5      | 3,3–4,4   | 4.69      |
| Átlagos üzemanyag fogyasztás (MW-nap/kg) | 13,0     | 27,0     | 28,6     | 40        | 55.5      |